# Alejandro Claveaux
Alejandro Claveaux Martinez (Goiânia, 1 de marzo de 1983) es un actor brasileño. Es conocido por sus papeles en El cazador (2014)y Império (2014), producciones de TV Globo.